# Ine Vermee
Ine Vermee (Tilburg, 17 september 1954) is een Nederlands beeldend kunstenaar. 

## Biografie

#### Opleiding
Van 1982 tot 1987 studeert Vermee aan de Academie van Tilburg waar ze onder andere les krijgt van Marlene Dumas. 

## Werk
In de jaren negentig maakt zij werk dat zich vooral op kleur richt. Zij maakt geometrische composities met hoog gepigmenteerd pastelkrijt waarin de kleuren elkaar versterken. 

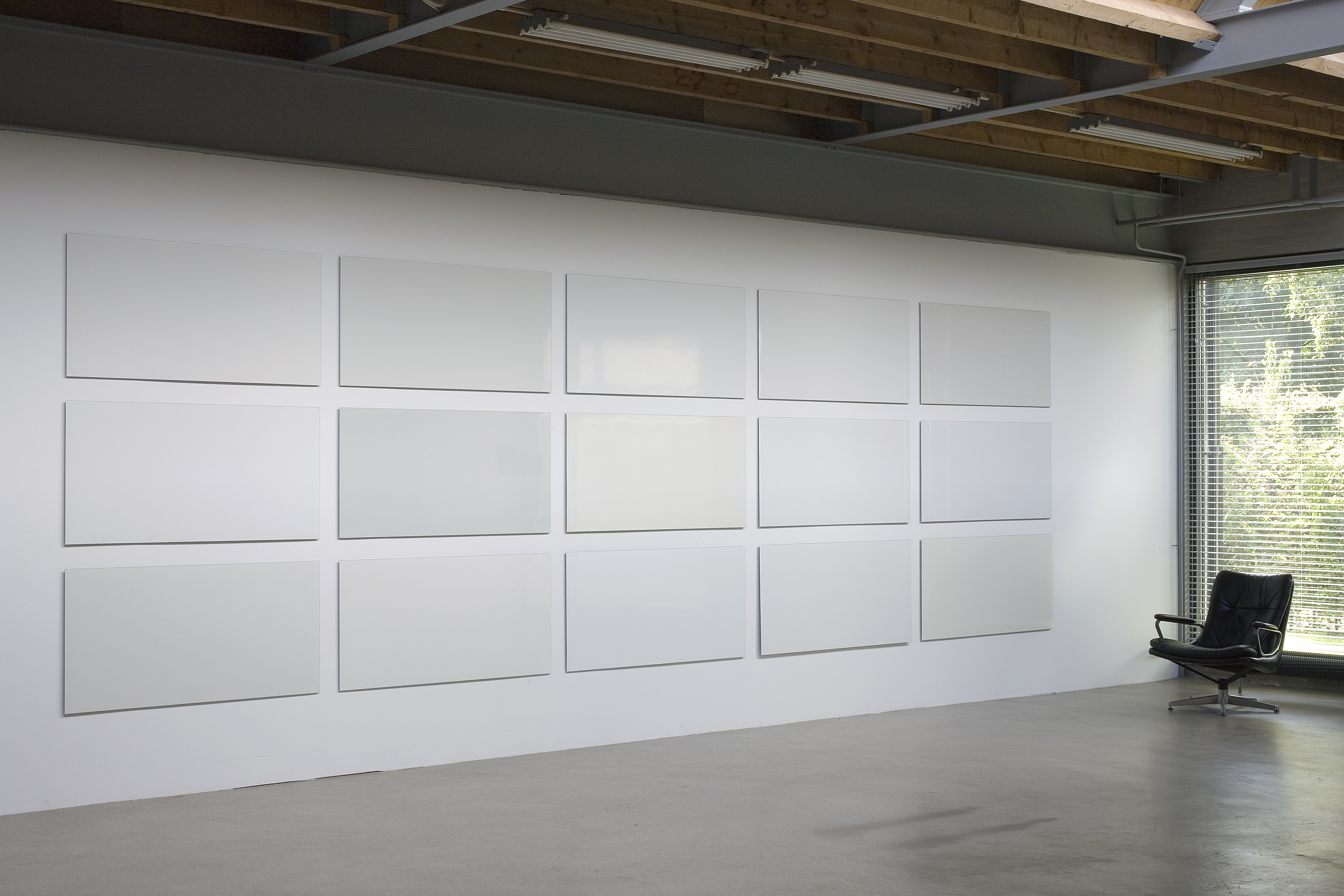
15 Meier Whites, 2007

In de late jaren negentig gaat zij minder in kleur werken en nemen witten en grijzen het over. Vermee maakt series witte panelen die actief deelnemen aan het spel van licht en ruimte, waaronder De 15 Meier Whites uit 2007. Dit werk is uitgevoerd in hoogglanzende geëmailleerde oppervlakken op een dunne metalen drager.

De zuiver technische uitvoering is een aspect van het werk van Vermee. De veelal gladde huid zonder handschrift of toets maakt dat de persoon van de kunstenaar zover mogelijk op afstand blijft. Vaak laat de kunstenaar haar werk door andere uitvoeren: het concept moet het doen.

Untitled, 2018

Naast de series werken maakt Vermee ook diptieken. Zonder titel uit 2018 is een diptiek van 2 x 40 x 40 cm uitgevoerd in synthetische lak op linnen in de kleuren Shadow White No. 282, links, en Blackened No.2011, rechts, beide van producent Farrow and Ball. Dit diptiek zorgt als het geplaatst wordt tegen een neutraal witte wand voor een ruimtelijk samenspel dat, afhankelijk van het omgevingslicht, telkens weer verandert.

## Exposities
Ine Vermees werken werden onder andere getoond in Museum Jan Cunen, Museum De Wieger, Rijksmuseum Twenthe, Museum De Pont, Arp Museum Bahnhof Rolandseck.

## Werk in openbare collecties
Museum Jan Cunen, Rijksmuseum Twenthe, Textielmuseum.